# Jour de l'Indépendance du Kazakhstan
Le Jour de l'Indépendance du Kazakhstan (kazakh : Қазақстан Республикасының Тәуелсіздік күні, russe : День независимости Казахстана) est la fête nationale de la République du Kazakhstan, célébrée chaque année le 16 décembre. Si le 16 décembre tombe sur un week-end, le lundi suivant est un jour férié. 

## Importance
Dans les années 1980, la démocratisation en Union soviétique a commencé avec les manifestations de Jeltoqsan en 1986. À la suite d'une agitation majeure en Europe centrale et orientale qui a débuté en Pologne et qui a culminé avec la chute du mur de Berlin, les retombées de ces événements ont provoqué la crise au sein des républiques individuelles. 
Pour tenter de maintenir l'unité au sein de l'Union soviétique, le pays a organisé un référendum le 16 mars 1991 et le Kazakhstan a voté à 95 % en faveur d'une nouvelle union d'États souverains. Après le coup d'État avorté d'août 1991, le Soviet suprême de la République socialiste soviétique kazakhe a adopté la loi sur l'indépendance constitutionnelle de la République du Kazakhstan le 16 décembre 1991. En dépit de l'effondrement rapide de l'Union soviétique, le Kazakhstan a été le dernier à déclarer son indépendance. La déclaration a été suivie du protocole d'Alma-Ata, qui a donné naissance à la Communauté des États indépendants,.
L'indépendance a marqué l'ère du président Noursoultan Nazarbaïev, au cours de laquelle un nouveau système parlementaire à deux chambres et une nouvelle capitale ont été établis. Les forces armées de la République ont également été créées pour répondre aux besoins de la défense, tandis que le système économique était en train de se transformer radicalement pour répondre aux normes internationales. 
Les événements notables qui ont suivi comme conséquence indirecte de l'indépendance comprennent,
- Le Kazakhstan est devenu membre de l'Organisation des  Nations unies en mars 1992.
- Le Kazakhstan est devenu membre du Fonds monétaire international en juillet 1992.
- Constitution du Kazakhstan de 1993.
- Le Kazakhstan est devenu membre de l'Agence internationale de l'énergie atomique en février 1994.
- Opération du projet Saphir qui a réduit la quantité de matières nucléaires en provenance du Kazakhstan.
- Constitution du Kazakhstan de 1995.
- Amendement de 2007 à la Constitution du Kazakhstan.
- La stratégie Kazakhstan 2050 est introduite en 2012.

Le premier défilé militaire du Kazakhstan organisé à l'occasion de la fête de l'indépendance a eu lieu sur la place de la République d'Almaty en 1996, à l'occasion du cinquième anniversaire de l'indépendance. Le ministre de la Défense, Mukhtar Altynbayev, a ouvert le défilé.

## Célébrations générales
La fête est célébrée pendant 2 jours les 16 et 17 décembre. Elle est marquée par des festivités au palais présidentiel Ak Orda où de nombreux Kazakhs portent des costumes traditionnels. Des yourtes (tentes traditionnelles) sont installées dans de nombreux villages où des spécialités locales seront servies. Il a tendance à être commémoré à l'intérieur en raison de la coïncidence de la saison hivernale. L'Astana Opéra organise des concerts impliquant des orchestres nationaux qui interpréteront de la musique traditionnelle. De nombreux politiciens et militants nationalistes profitent de cette fête pour accuser le gouvernement russe de tentative de génocide de la population kazakhe pendant des périodes telles que les famines de 1919-1922 et 1932-1933 au Kazakhstan et la déportation de population de Kazakhs en Union soviétique. Le Jour de l'indépendance est également utilisé comme jour de commémoration des manifestations de Jeltoqsan de 1986 sur la place Brejnev (actuelle place de la République) contre le gouvernement de Gennady Kolbin, qui a débuté le même jour que le Jour de l'indépendance.

## Cérémonie d'Ak Orda
Une cérémonie organisée par le Président du Kazakhstan a lieu au palais présidentiel, au cours de laquelle le président présente des ordres, des décorations et des médailles du Kazakhstan aux citoyens d'honneur. 